# Diocesi di Alessandretta
La diocesi di Alessandretta (in latino Dioecesis Alexandrina Minor) è una sede soppressa del patriarcato di Antiochia e una sede titolare della Chiesa cattolica.

## Storia
Alessandretta, città dell'odierna Turchia, è un'antica sede episcopale della provincia romana della Cilicia Seconda nella diocesi civile d'Oriente. Faceva parte del patriarcato di Antiochia ed era suffraganea dell'arcidiocesi di Anazarbo, come documentato da una Notitia episcopatuum datata alla seconda metà del VI secolo.
Diversi sono i vescovi noti di questa antica sede episcopale. La tradizione greca menziona tre santi vescovi all'origine della Chiesa di Alexandria minor, Eleno, Aristio e Teodoro, collocabili tra il II e il III secolo. Primo vescovo storicamente documentato è Esichio, che prese parte al concilio di Nicea del 325 e a quello di Antiochia del 341. Teofilo si fece rappresentare al concilio di Costantinopoli del 381 dal presbitero Alipio.
Nel V secolo sono documentati i seguenti vescovi: Baranes partecipò al sinodo di Antiochia del 445, convocato per giudicare la causa del vescovo di Perre; Giuliano fu rappresentato al concilio di Calcedonia del 451 dal suo metropolita, Ciro di Anazarbo; Basilio assiste al concilio di Costantinopoli del 459 contro i simoniaci.
Nel VI secolo sono noti i vescovi Giovanni, amico di Severo di Antiochia; Paolo, deposto dall'imperatore Giustino I per le sue tendenze monofisite; e Urbico, che prese parte al concilio tenuto a Mopsuestia a proposito dei tre capitoli. Le Quien aggiunge un vescovo Eusebio nel VII secolo, ignoto però a Vailhé.
Dal XVIII secolo Alessandretta è annoverata tra le sedi vescovili titolari della Chiesa cattolica; la sede è vacante dal 16 aprile 1970. Fino agli inizi del XX secolo la sede era conosciuta con il nome di Cambysopolis.

## Cronotassi

### Vescovi greci
- Sant'Eleno † (II secolo)
- Sant'Aristio †
- San Teodoro †
- Esichio † (prima del 325 - dopo il 341)
- Teofilo † (menzionato nel 381)
- Baranes † (menzionato nel 445)
- Giuliano † (menzionato nel 451)
- Basilio † (menzionato nel 459)
  - Giovanni † (inizio VI secolo) (vescovo monofisita)
  - Paolo † (? - 518 deposto) (vescovo monofisita)
- Urbico † (menzionato nel 550)
- Eusebio † (menzionato nel 640 circa)

### Vescovi titolari di Cambisopoli
- Łukasz Krzysztof Wielewiejski † (11 settembre 1726 - prima del 28 gennaio 1743 deceduto)
- Franz Dominikus von Almesloe † (28 gennaio 1743 - 1º marzo 1760 deceduto)
- Michał Ignacy Olędzki † (24 gennaio 1763 - 1803 deceduto)
- Thomas Walsh † (28 gennaio 1825 - 18 febbraio 1849 deceduto)
- Ildefonse-René Dordillon † (7 dicembre 1855 - 11 gennaio 1888 deceduto)
- Wilhelmus Antonius Ferdinand Wulfingh, C.SS.R. † (30 luglio 1889 - 5 aprile 1906 deceduto)
- Joseph Butt † (14 gennaio 1911 - 23 aprile 1938 nominato arcivescovo titolare di Nicopsi)

### Vescovi titolari di Alessandretta
- Mathurin-Pie Le Ruyet, O.F.M.Cap. † (16 luglio 1938 - 9 giugno 1961 deceduto)
- Daniel Tavares Baeta Neves † (1º giugno 1962 - 4 giugno 1964 nominato vescovo di Sete Lagoas)